# Коктобе (Жуалынский район)
Коктобе (каз. Көктөбе, до 1993 г. - Нововознесеновка) — село в Жуалынском районе Жамбылской области Казахстана. Входит в состав Кокбастауского сельского округа. Код КАТО — 314247300.

## Население
В 1999 году население села составляло 788 человек (396 мужчин и 392 женщины). По данным переписи 2009 года, в селе проживало 979 человек (489 мужчин и 490 женщин).